# Acronicta acla
Acronicta acla är en fjärilsart som beskrevs av Benjamin 1933. Acronicta acla ingår i släktet Acronicta och familjen nattflyn. Inga underarter finns listade i Catalogue of Life.